# Siega Verde
Siega Verde är ett område med hällristningar i kommunen Villar de la Yegua i Salamanca i västra Spanien som är uppsatt på Unescos världsarvslista.
De första hällristningarna upptäcktes 1988 av lärarna Manuel Santoja och Rosario Peres, som arbetade med att en arkeologisk inventering i Salamanca. Motiven är vanliga hästar, getter, tjurar och rådjur och andra som ren och bison, liksom ullhårig noshörning, nu utdöda arter typiska för kalla klimat vilket visar att de kommer från paleolitiska eran.
Sedan upptäckten har man hittat och registrerat fler än 500 ingraverade djurbilder skapade under Gravettienkulturen för 20 tusen år sedan (senpaleolitikum) och antropomorfa skapade under Magdalénienkulturen (12 tusen år sedan) och 94 paneler, över 3 kilometer långa längs floden Agueda.
Siega Verde blev 27 april 2007 uppsatt på Spaniens lista över förslag till världsarv, den så kallade "tentativa listan". Sedan 2010 ingår platsen i världsarvet Förhistoriska hällristningar i Côadalen och Siega Verde.